# Kerdu
Le Kerdu est un  cours d'eau français. Ce ruisseau  coule dans le Trégor maritime, en Bretagne. Il descend du château de Lanascol pour aboutir à Saint-Michel-en-Grève. Ce ruisseau est parfois aussi dénommé la rivière de Pen-ar-Guer.